# Sheila E.
Sheila E., született Sheila Cecilia Escovedo, (Oakland, 1957. december 12. –), Grammy-díjas amerikai ütőhangszeres, énekesnő, dalszerző, színésznő.

## Pályafutása
Sheila E. Juanita Gardere, tejgyári munkásasszony és az ütőhangszeres Pete Escovedo gyermeke (akivel együtt gyakran fel is lépett). Anyja kreol-francia-afrikai származású, apja mexikói-amerikai.
Pályafutása az 1970-es évek közepén indult. Ütőhangszeres és énekesnő lett George Duke együttesében. Miután 1983-ban sikeres szólókarrierbe kezdett. Kritikusai dicsérték debütáló albumát (The Glamorous Life). 1985-ben lett szólósztár kislemezeivel: The Belle of St. Mark, Sister Fate, A Love Bizarre, továbbá azóta „Az ütőhangszerek királynőjeként” emlegetik. Szerepelt a basszusgitáros Alphonso Johnson "Yesterday's Dream" című filmjében 1976-ban. Huszas évei elején fellépett George Duke, Lionel Richie, Marvin Gaye, Herbie Hancock és Diana Ross mellett.
Prince és Sheila E. 1978-ban egy koncerten ismerkedtek meg, ahol apjával együtt szerepelt. A fellépés után Prince elmesélte, hogy ő és a basszusgitárosa azon vetélkedett, hogy melyikük lesz az első férje.
1984 júniusában kiadta a The Glamorous Life-ot. Az album címadó kislemez két hétig a listavezető volt, videója három MTV-jelölést kapott, majd két Grammy-díj jelölése is volt (legjobb új előadó, legjobb pop énekesnő).
Később dobosaként és zenei vezetőként volt jelen Prince zenekarában az 1987-1989 közötti turnék során. Miután 1989-ben Prince együttesét. 1991-ben rögzítette és kiadta a Sex Cymbal albumot. Rövid ideig Japánban turnézott. Nem sokkal Amerikába való visszatérése után súlyos egészségi problémája történt: a tüdeje összeomlott, félig-meddig meg is bénult.
1994-ben vendégművészként közreműködött Gloria Estefan multiplatinalemezzé vált albumán. 1996-ban Namie Amuro együttesében játszott. 1998-ban ütőhangszeres volt Phil Collins „True Colors” feldolgozásában. Három előadáson vett részt a Ringo Starr "All-Starrs" tagjaként 2001-ben, 2003-ban és 2006-ban. 2002-ben dolgozott a Beyoncé „Work It Out” című felvételén. 2004-ben Új-Zélandon turnézott ütőhangszeresként. Dobolt Cyndi Lauper "At Last" c. nagylemezén. 2006-ban ismét fellépett Prince-vel. 2006-ban Herbie Hancock zenekarával működött együtt.

## Lemezek
- 1984: The Glamorous Life
- 1985: Romance 1600 (+ Prince – 3 dal)
- 1987: Sheila E.
- 1991: Sex Cymbal
- 2013: ICON (+ Prince)
- 2017: Iconic: Message 4 America (+ Ringo Starr, Juan & Pete Escovedo, Greg Phillinganes, George Clinton, Candy Dulfer...)

Sheila E. & The E-Train
- 2000: Writes of Passage
- 2001: Heaven